# 스타일리스틱스
스타일리스틱스(The Stylistics)는 미국의 밴드이다.